# Болафьядль (гора)
Болафьядль (исл. Bolafjall) — гора, находящаяся на прибрежном плоскогорье северо-западной оконечности исландского полуострова Вестфирдир, примерно в 3 км северо-западнее города Болунгарвик. Высота горы составляет 636 (638) метров. Примечательна тем, что на ней расположена американская военная радиолокационная станция «Latrar Air Station». Официальное открытие станции состоялось 18 января 1992 года, на данный момент временно закрыта.